# Fedir Pylypiv
Fedir Mychajlovyč Pylypiv (in ucraino Федір Михайлович Пилипів?; Lysec', 8 febbraio 1978) è un ex giocatore di calcio a 5 ucraino.

## Carriera
Difensore arcigno che prediligeva l'efficacia all'eleganza, Pylypiv ha trascorso l'intera carriera nel campionato ucraino di calcio a 5, militando in Dneprospetsstal, Šachtar e Uragan. Con la nazionale maschile di calcio a 5 dell'Ucraina ha disputato tre campionati europei, conquistando l'argento nelle edizioni 2001 e 2003, e due Coppe del Mondo.

## Palmarès
- Campionato ucraino: 4
Šachtar: 2004-05, 2005-06, 2007-08
Uragan: 2010-11
- Coppa d'Ucraina: 2
Dneprospetsstal: 2001-02
Šachtar: 2005-06